# Dariusz Zelig
Dariusz Zelig, né le 22 novembre 1957, à Koszalin, en Pologne, est un ancien joueur polonais de basket-ball. Il évolue durant sa carrière au poste de meneur.

## Palmarès
- Coupe de Pologne 1977, 1980, 1990, 1992